# Роган, Индржих
Индржих Роган (чеш. Jindřich Rohan; 14 мая 1919, Брно — 14 февраля 1978, Прага) — чешский дирижёр.

## Биография
С 1954 года Индржих Роган — второй дирижёр Пражского симфонического оркестра, а с 1976 по 1977 год был его руководителем.
Среди основных записей, выполненных оркестром под управлением Рогана, — скрипичные концерты Феликса Мендельсона (1966, солист Айзек Стерн), Эрнеста Блоха, Арнольда Шёнберга и Игоря Стравинского (1968, солист Хаймен Бресс), «Страсти по Иоанну» и «Страсти по Матфею» Иоганна Себастьяна Баха и другие.
Кроме того, с Симфоническим оркестром Иомиури под управлением Рогана записал первый фортепианный концерт Франца Листа (солист Артуро Бенедетти Микеланджели).